# Mombuca
Mombuca est une municipalité brésilienne de l'État de São Paulo et la Microrégion de Piracicaba.

## Médias
Au téléphonie, la ville était desservie par Companhia de Telecomunicações do Estado de São Paulo jusqu'en 1973, date à laquelle elle a commencé à être desservie par Telecomunicações de São Paulo. En juillet 1998, cette société a été rachetée par Telefónica, qui a adopté la marque Vivo en 2012. À l'heure actuelle est un opérateur de téléphonie mobile, téléphonie fixe, internet (fibre optique/4G), et télévision (satellite et câble).

## Religion
Le christianisme est présent dans la ville comme suit:

### Église Catholique
L'église catholique de la commune fait partie du Diocèse de Piracicaba.

### Église Protestante
Les croyances évangéliques les plus diverses sont présentes dans la ville, principalement pentecôtistes, notamment les Assemblées de Dieu brésiliennes (la plus grande église évangélique du pays),, Congrégation Chrétienne au Brésil, entre autres. Ces dénominations se développent de plus en plus dans tout le Brésil.